# 폐비 류씨
폐비 유씨(廢妃 柳氏, 1576년 8월 25일(음력 7월 21일) ~ 1623년 10월 21일(음력 10월 8일))는 조선 광해군의 정비이다. 인조반정으로 폐위되었다.

## 생애

### 탄생과 가계
본관은 문화(文化)이며, 1576년(선조 16년) 7월 21일, 아버지 류자신(柳自新)과 어머니 정양정(鄭楊貞)의 6남 4녀중 셋째 딸이자 아홉번째 자녀로 태어났다.
정확한 이름은 알 수 없으나 중전 유씨의 큰 언니와 작은 언니의 이름이 각각 옥영(玉英), 중영(重英)이고 여동생의 이름이 소영(小英)인 점을 비추어 볼 때 끝이 '영(英)'자로 끝나는 이름이었을 것으로 추측된다.
아버지 류자신은 정종의 넷째 아들인 선성군의 외5대손이며, 어머니 정양정 또한 정종의 열넷째 아들인 정석군의 현손이다. 폐비 유씨의 부모는 정종을 공통조상으로 하는 11촌지간이며, 폐비 유씨와 광해군은 태조 이성계를 공통 조상으로 한다.
또한 폐비 유씨는 중종대의 문신인 정광필의 현손이며 정유길의 외손녀이기도 하다. 유씨의 친가의 형제들과 외가 친척들 또한 왕실의 후손들과 혼인하여 인척 관계를 형성하였다.

### 혼인과 세자빈 책봉
1587년(선조 20년), 선조의 차남 광해군의 아내로 간택되어 문성군부인(文城郡夫人)으로 봉해졌다.
1592년(선조 25년) 4월, 광해군이 왕세자로 책봉되자 왕세자빈이 되었다. 임진왜란 당시 만삭의 몸으로 의주로 피난하였다. 그러나 해산했다는 기록이 없어 자녀의 성별은 알 수 없다.
1598년(선조 31년) 12월, 원손 이지를 낳았다.
 
전교하기를,
"지난 임진년(1592년)에 의주로 피난할 때,
내전(內殿, 중전 유씨)이 만삭의 몸으로 도성문을 빠져나가자마자 말을 타고 가야 했는데,
그 당시 보덕(輔德) 심대(沈岱)가 경기 감사 권징(權徵)에게 극력 말하여
옥교(屋轎)를 구하여 옮겨 태워 땅에 떨어지는 낭패를 보지 않게 하였으니,
그는 위급한 상황에 임하여 정성을 다해 윗사람을 보호한 공이 크다.
심대의 아들 대복(大復)은 가자하고 권징은 증직(贈職)하여 원종 공신 1등에 봉하라."

하였다.
 — 《광해군일기》[중초본] 80권,
광해 6년(1614년 명 만력(萬曆) 42년) 7월 4일 (갑인)

### 왕비 시절
1608년 2월, 선조가 승하하고 광해군이 즉위하자 왕비가 되었다. 선조의 3년상을 마친 1610년(광해군 2년) 4월 22일, 광해군이 교서를 내려 류씨의 왕비 책봉례를 거행하였다.

### 폐위와 죽음

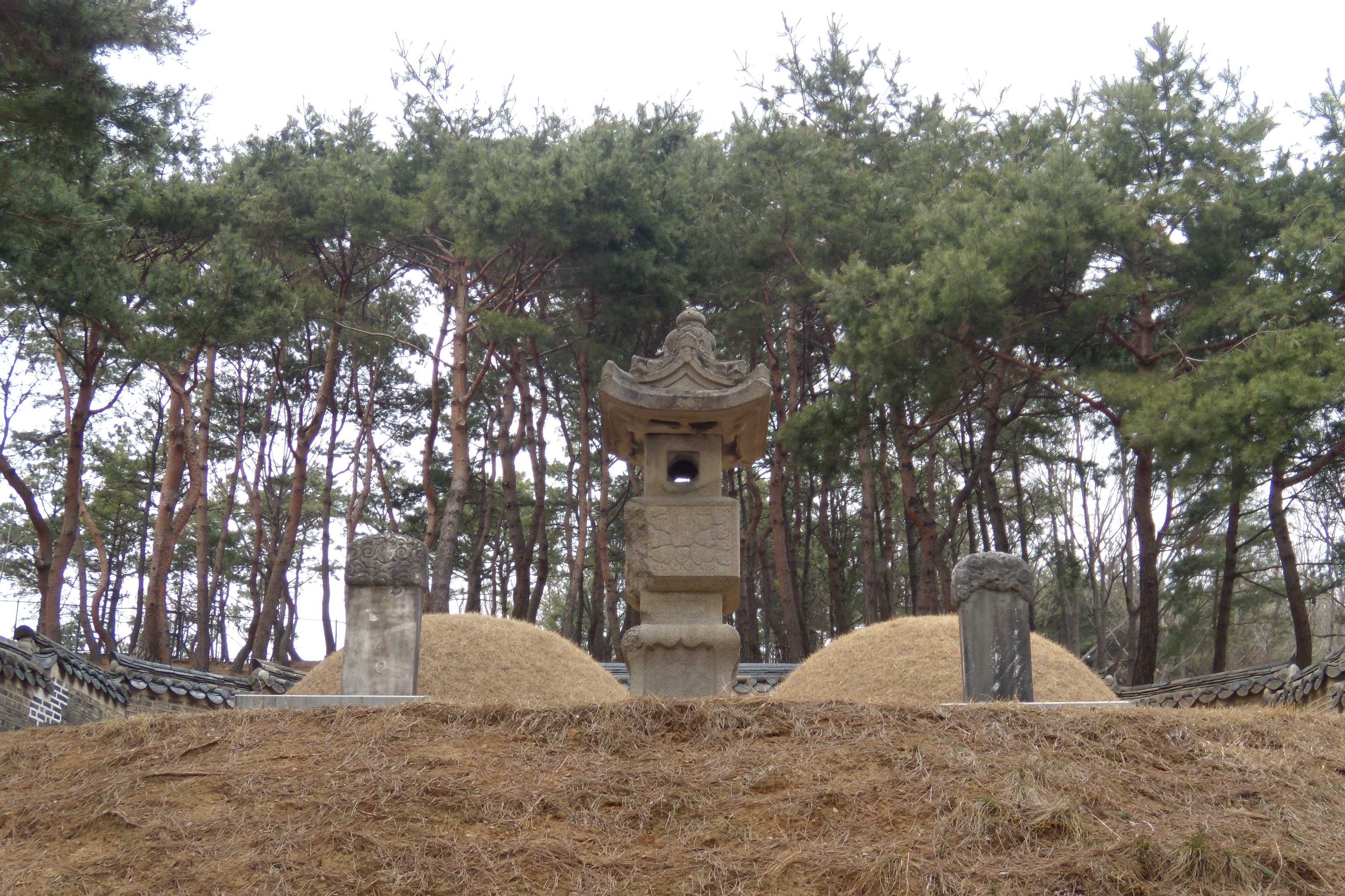
광해군묘(사적 제363호)
----광해군과 폐비 류씨의 무덤으로 남양주시 진건읍에 있다.

1623년(광해군 15년) 3월, 정원군의 아들 능양군(인조)이 반정을 일으키자 수십명의 궁녀들과 함께 궁궐 후원 어수당(魚水堂)으로 도망하였으나 곧 붙잡혔다. 이후 남편 광해군과 함께 폐위되어 강화도에 유배되었다.
그 해 6월 아들 폐세자 지와 며느리 폐빈 박씨가 유배지에서 탈출하려다 실패하였다. 아들 지는 사사되었고 며느리 박씨는 목을 메어 자결하였다. 같은 해 10월 8일, 류씨도 폐위된 지 7개월여 만에 유배지에서 사망하였다. 야사집 《대동야승》 중의 〈일사기문(逸史記聞)〉에는 류씨가 굶는 방법으로 스스로 목숨을 끊은것이라고 전한다.
윤10월 29일, 경기도 양주 적성(현 남양주시 진건읍)에 장사지냈다. 폐비인 까닭에 시호는 없으며 능 또한 예에 맞춰 조성되지 않았다. 이후 류씨의 묘 근처에 남편 광해군의 묘가 이장되었다.
 
문성군부인(文城郡夫人) 유씨(柳氏)를 장사지냈다.
부인이 10월 8일 강화도의 위리(圍籬)에서 죽었는데,
상(인조)이 철조(撤朝) 3일, 소선(素膳) 5일을 명한 다음,
예조의 당상·낭청과 내관 및 경기 관찰사를 보내어 장례를 감호할 것을 명하였다.
지난날의 궁인과 족속 한 사람을 시켜 염습하도록 명하고
염빈(斂殯)에 드는 제반 도구를 모두 유사를 시켜 갖추어 보내고
또 중사(中使)를 시켜 치제(致祭)하였다.
이때 와서 양주(楊州) 땅 적성동(赤城洞)에 장사하였는데
수도(隧道)의 제도를 쓰고 표석을 세워 그 사적을 기록하게 했다.
무덤 지킬 사람을 두고 내관·궁인을 정하여 제전(祭奠)을 받들도록 하되,
제수는 관에서 내어 주게 하였다.
반혼시에는 예관을 보내어 성문 밖에서 맞이하라고 명하였다.
 — 《인조실록》 3권,
인조 1년(1623년 명 천계(天啓) 3년) 윤10월 29일 (을묘)

## 기타
- 생전에 불교를 숭상하였다고 한다.

 
폐비 유씨가 일찍이 불도를 숭상하여 믿었는데,
대궐 안에 금부처를 모셔두고 친히 기도하여 섬기며 복을 구하였다.
또 궁중에 나무로 새기고 흙으로 빚어 만든 불상이 매우 많았는데,
여러 군데 사찰에 내려주었다.
항상 하늘에 빌기를, “후생에서는 다시 왕가의 며느리가 되지 않게 하소서.” 하였다.

 — 《공사견문록》
- 2002년 11월 15일부로 사이버 조선왕조 라는 사이트에서 남편 광해군을 '혜종(惠宗) 경렬성평민무헌문대왕(景烈成平愍武獻文大王)'으로 추존하고, 류씨를 '혜장왕후(惠章王后)', 능호를 열릉(烈陵)으로하여 추숭하였으나, 국가적으로 공인된 것이 아니기 때문에 인정받지는 않는다.[9]

## 가족 관계
| 조선의 왕비 | 폐비 류씨 廢妃 柳氏 | 출생                                        | 사망                                                |
| 조선의 왕비 | 폐비 류씨 廢妃 柳氏 | 1576년 8월 25일 (음력 7월 21일) 조선 한성부 | 1623년 10월 21일 (음력 10월 8일) (47세) 조선 강화도 |

|    |                                     | 본관 | 생몰년          | 부모                            | 비고           |
| -- | ----------------------------------- | ---- | --------------- | ------------------------------- | -------------- |
| 부 | 문양부원군 류자신 文陽府院君 柳自新 | 문화 | 1541년 - 1612년 | 류잠 柳潛 하동 정씨 河東 鄭氏   | 정종의 외6대손 |
| 모 | 봉원부부인 정양정 蓬原府夫人 鄭楊貞 | 동래 | 1541년 - 1620년 | 정유길 鄭惟吉 원대은개 元大隱介 | 정종의 외5대손 |

| 조선 제15대 국왕 | 광해군 光海君 | 출생                                        | 사망                                                     |
| 조선 제15대 국왕 | 광해군 光海君 | 1575년 6월 14일 (음력 4월 26일) 조선 한성부 | 1641년 7월 28일 (음력 7월 1일) (66세) 조선 전라도 제주목 |

| 작호 | 작호          | 이름            | 생몰년          | 배우자                      | 비고              |
| ---- | ------------- | --------------- | --------------- | --------------------------- | ----------------- |
| -    | 성별 미상     |                 | 1592년          |                             |                   |
| 장남 | 왕자          | 1596년 - 1596년 |                 |                             |                   |
| 차남 | 폐세자 廢世子 | 지 祬           | 1598년 - 1623년 | 폐세자빈 박씨 廢世子嬪 朴氏 | 유배지에서 사사됨 |
| 3남  | 왕자          |                 | 1601년 - 1603년 |                             |                   |

## 관련 유물
- 광해군비 당의 - 대한민국 중요민속문화재 제215호

## 관련 작품

### 드라마
- 《회천문》 (MBC, 1986년, 배우:이기선)
- 《서궁》 (KBS, 1995년, 배우:장서희)
- 《천둥소리》 (KBS, 2000년~2001년, 배우:유민주)
- 《왕의 여자》 (SBS, 2003년~2004년, 배우:사강)
- 《구암 허준》 (MBC, 2013년, 배우:이시아)
- 《왕의 얼굴》 (KBS, 2014년~2015년, 배우:김희정)
- 《화정》 (MBC, 2015년, 배우:김효서)
- 《왕이 된 남자》 (tvN, 2019년, 배우:이세영)
- 《조선로코 - 녹두전》 (KBS2, 2019년, 배우:박민정)

### 영화
- 《광해, 왕이 된 남자》 (2012년, 배우:한효주)